# 292 Ludovica
Ludovica (asteroide 292) é um asteroide da cintura principal com um diâmetro de 32,5 quilómetros, a 2,443014 UA. Possui uma excentricidade de 0,0341196 e um período orbital de 1 469,25 dias (4,02 anos).
Ludovica tem uma velocidade orbital média de 18,72800223 km/s e uma inclinação de 14,91926º.
Este asteroide foi descoberto em 25 de Abril de 1890 por Johann Palisa.